# Jean North

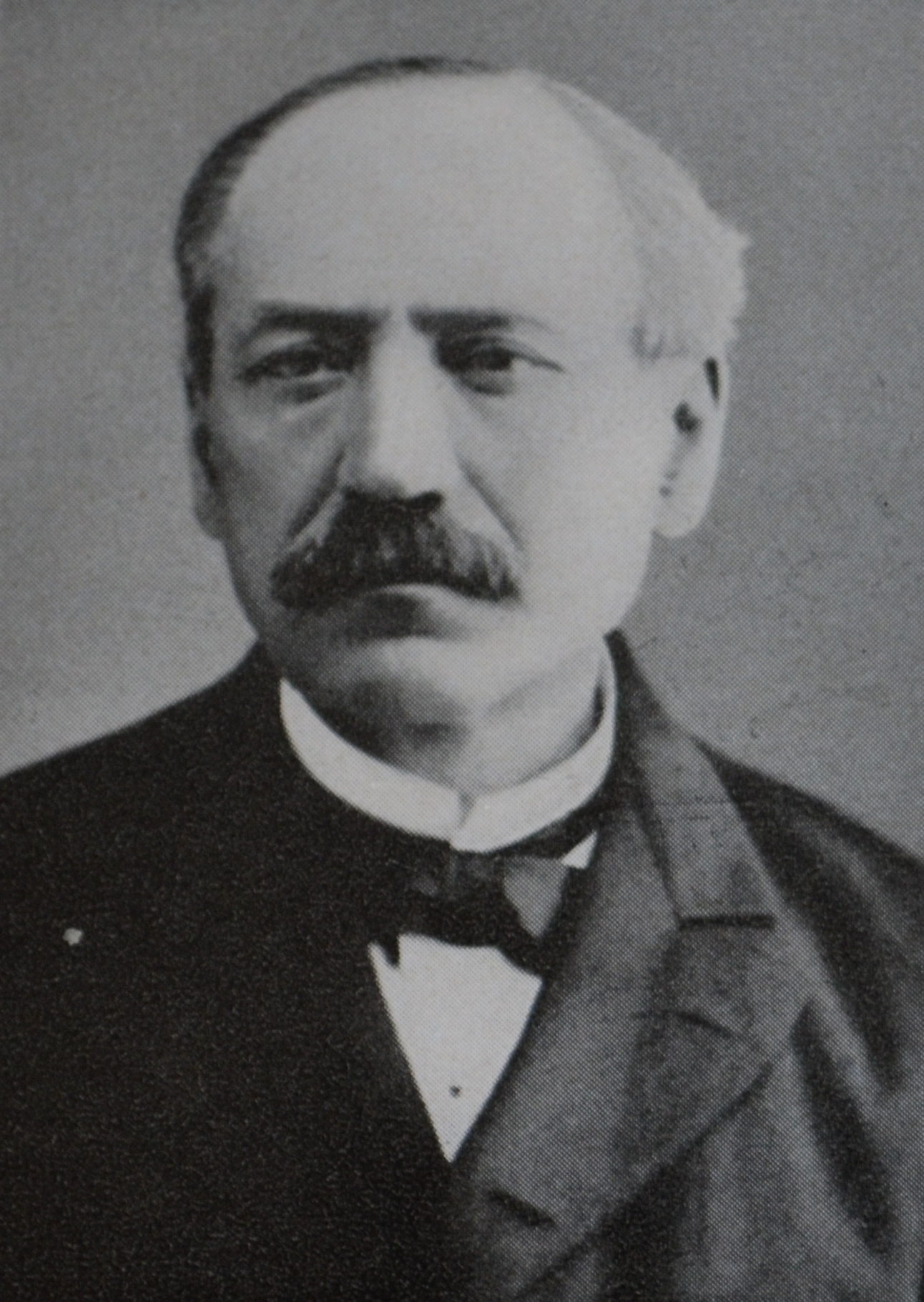
Jean North

Jean North (deutsch: Johann North) (* 8. März 1828 in Hurtigheim; † 18. Dezember 1894 in Straßburg) war Bankier und Mitglied des Deutschen Reichstags.

## Leben
North studierte Rechtswissenschaften an den Fakultäten Straßburg und Paris und promovierte zum Dr. jur. Er war fünf Jahre lang Advokat am Kaiserlichen Appellations-Gerichtshof von Paris und am Landgericht zu Straßburg und zehn Jahre Notar in Brumath. Danach übernahm er die Hauptvertretung der Union-Versicherungsgesellschaft, nach der Annexion wurde er Direktor der Aktiengesellschaft für Boden- und Kommunalkredit und leitete die Hypothekenabteilung. 1892 musste er zurücktreten. Weiter war er Mitglied des Bezirkstages Unter-Elsaß (Nordkanton Straßburg) und Mitglied des Landesausschusses von Elsaß-Lothringen von 1874 bis zu seinem Tode.
Von 1877 bis 1881 und von 1890 bis 1893 war er Mitglied des Deutschen Reichstags für den Wahlkreis Elsaß-Lothringen 9 (Landkreis Straßburg) und die deutsch-freundliche Autonomistenpartei. Von 1890 bis 1893 gehörte er zur Fraktion der Nationalliberalen.